# Verdabbio
Verdabbio (Lombardisch: Verdabi) is een gemeente en plaats in het Zwitserse kanton Graubünden, en maakt deel uit van het district Moësa.
Verdabbio telt 155 inwoners.